# Дерево життя

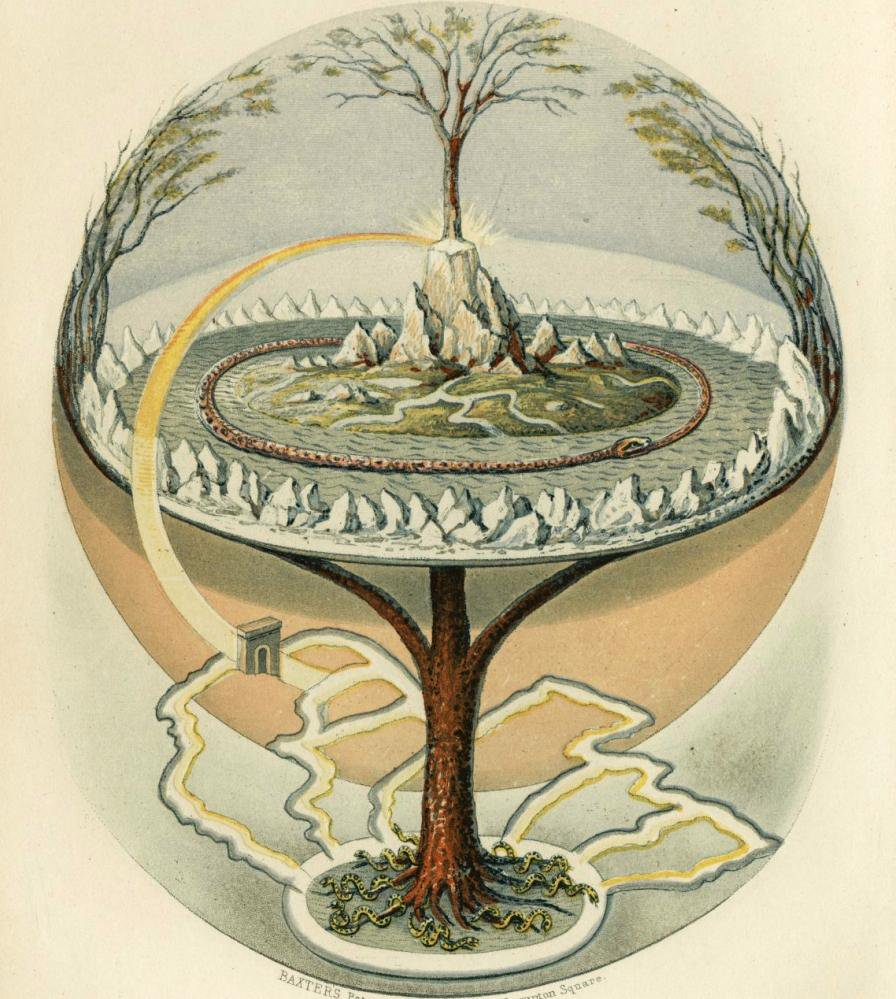
Зображення скандинавського Іггдрасілль 1847 року, описане в ісландській прозовій Едді Олуфа Олуфсена Багге.

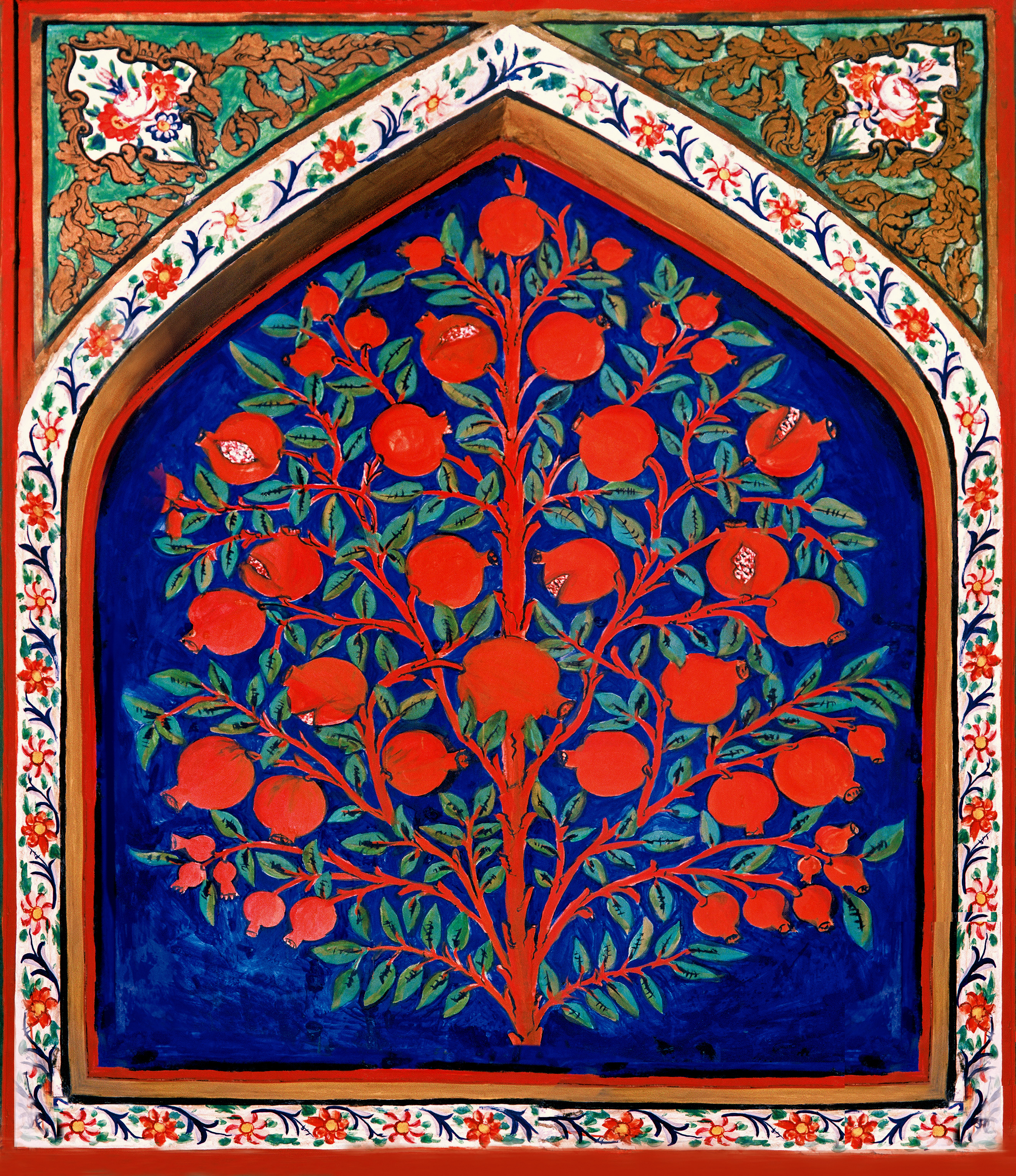
Зображення 17-го століття дерева життя в палаці Шекинських ханів, Азербайджан

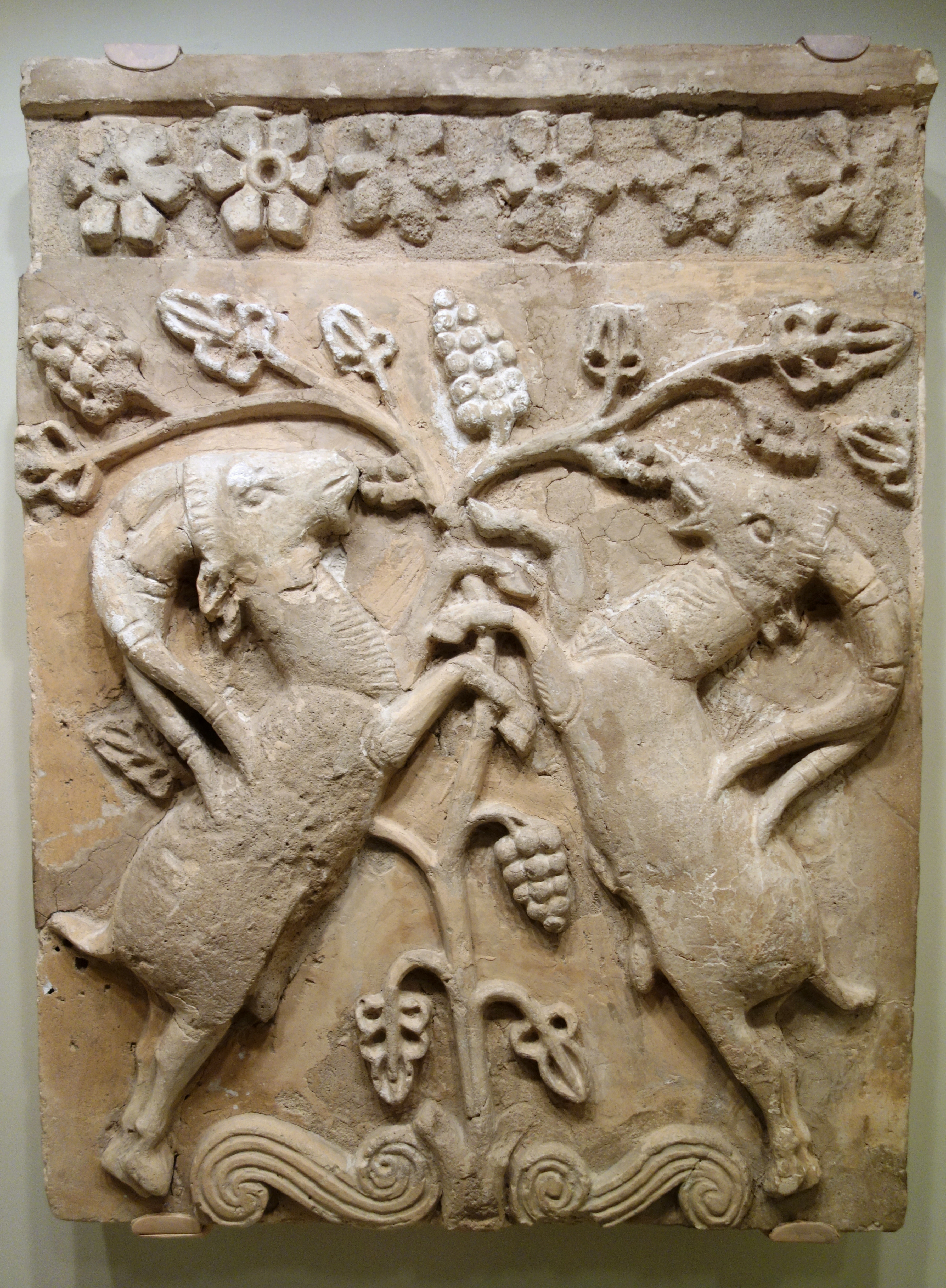
Козероги, обрамляють дерево життя, дуже поширений мотив у мистецтві стародавнього Близького Сходу та Середземномор’я.

Дерево життя є поширеним архетипом у багатьох світових міфологіях, релігійних та філософських традиціях. Воно тісно пов'язане з поняттям священного дерева.
Дерево пізнання, що з'єднує з небом і підземним світом, і дерево життя, що поєднує всі форми творіння, є формою світового дерева або космічного дерева і зображється в різних релігіях і філософіях як одне й те саме дерево.

## Релігія та міфологія
У фольклорі, культурі та художній літературі розповідається про різні дерева життя, які часто стосуються безсмертя чи родючості. Вони взяли свій початок у релігійній символіці. За словами професора Ельвіри Усачовайте, «типовим» зображенням, збереженим у стародавній іконографії, є зображення двох симетричних фігур, які стоять один проти одного, з деревом, що стоїть посередині. Ці два персонажі можуть по-різному представляти правителів, богів і навіть божества та послідовника людини.

### Стародавня Месопотамія

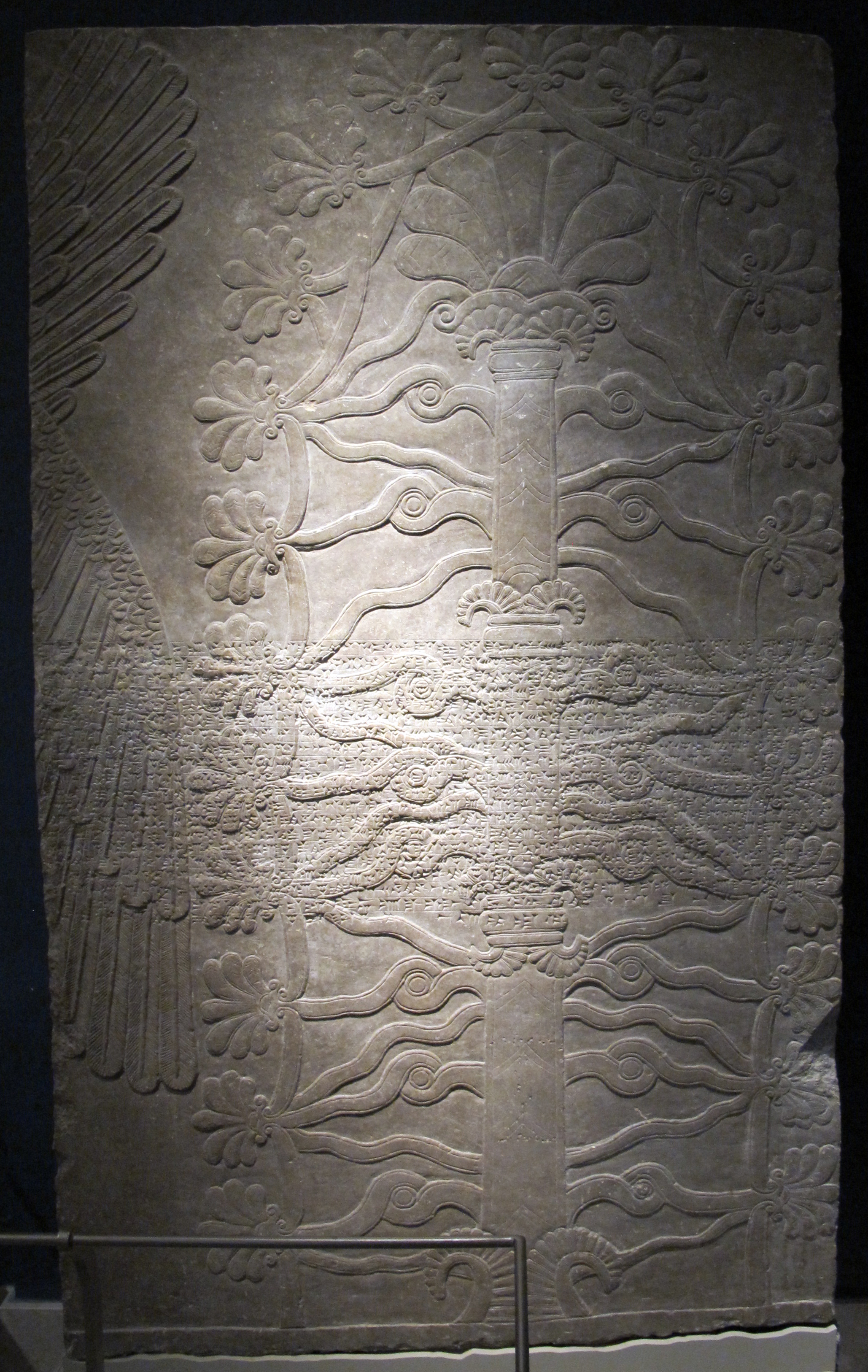
Ассирійське дерево життя, з панелей Німруда.

Ассирійське дерево життя було представлено серією вузлів і перехресних ліній. Вочевидь, це був важливий релігійний символ, на рельєфах ассирійських палаців разом з людьми, орлиноголовими крилатими джинами, чи королями. Благословляли дерево оригінальною сценою, яку прозвали "відро і шишка", на якій демон з відром зриває шишку з дерева. Ассиріологи не прийшли до консенсусу щодо значення цього символу. Сучасна наука йому приписала назву «Дерево життя», хоча вона не використовується в ассирійських джерелах. Насправді, жодних текстових доказів, що стосуються символу, не відомо.

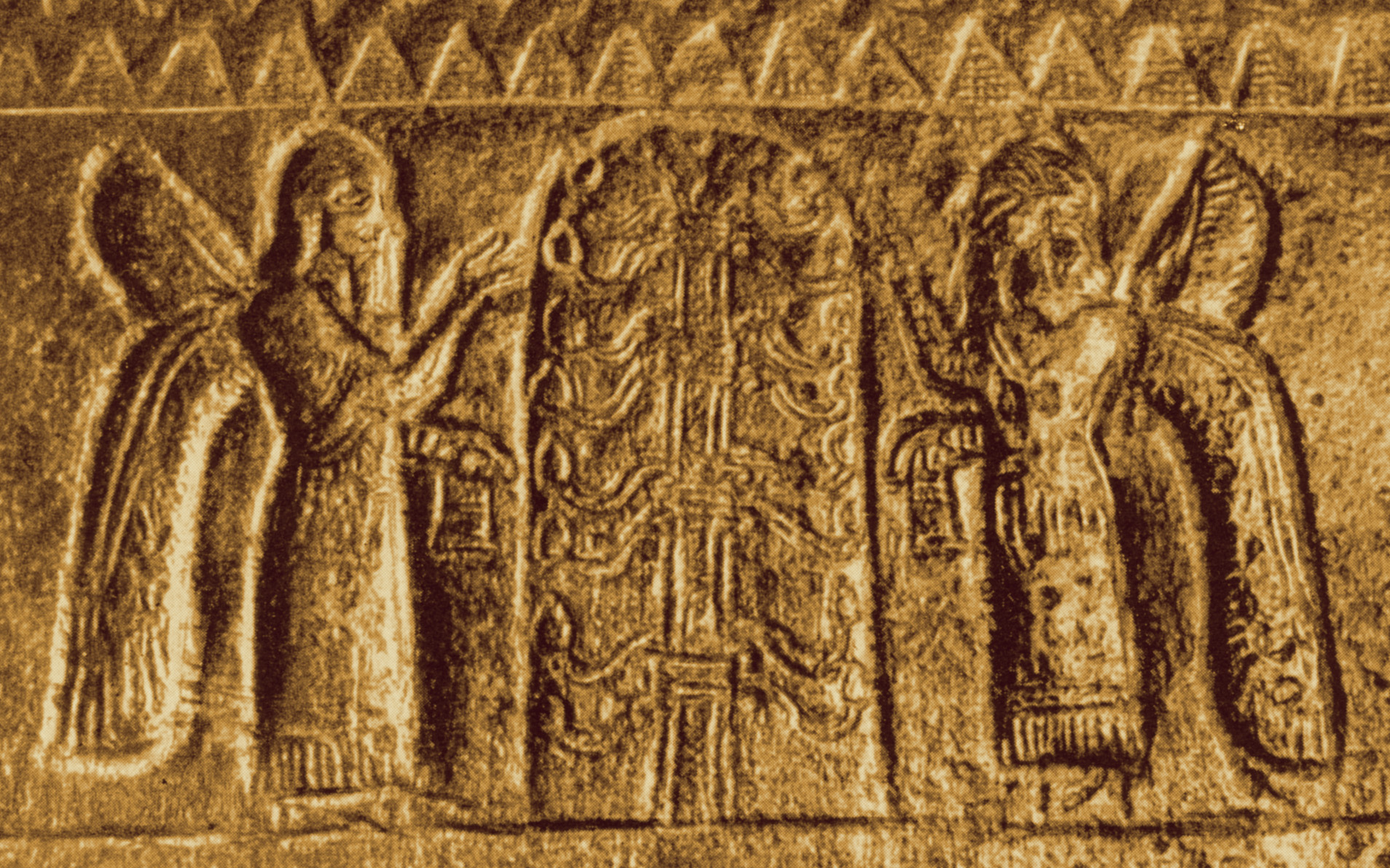
Урартське дерево життя

Епос про Гільгамеша — твір про пошук безсмертя. У месопотамській міфології Етана шукає «рослину народження», щоб дати йому сина. Цей образ має походження з давнини, знайдене в циліндрових печатках з Аккада (2390–2249 рр. до н.е.).

#### Урарту
У стародавньому Урарту дерево життя було релігійним символом, його малювали на стінах фортець і вирізали на обладунках воїнів. Гілки дерева були розділені порівну на правій і лівій сторонах стебла, причому кожна гілка мала один листок і один листок на верхівці дерева. Слуги стояли по обидва боки дерева, піднявши одну руку, наче доглядають за деревом.

### Стародавній Іран

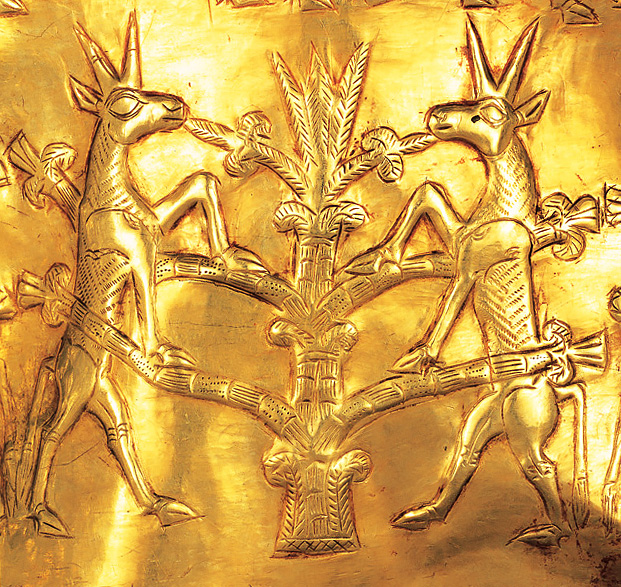
Дерево життя на ритоні з Марліка, Іран, зараз знаходиться в Національному музеї Ірану.

В авестійській літературі та іранській міфології є кілька священних рослинних зображень, пов'язаних із життям, вічністю та лікуванням, як-от: Амеша Спента Амордад (охоронець рослин, богиня дерев і безсмертя), Гаокерена (або біла Хаома) — дерево, яке своєю жвавістю засвідчує продовження життя у Всесвіті, Бас-тохмак (дерево з лікувальними властивостями, що зберігає всі трави, знищувач смутку), Машья і Машьяне (батьки людського роду в іранських міфах), Барсом (мідяні пагони граната, газ або хаома, яку зороастрійці використовують у своїх ритуалах), Хаома (невідома сьогодні рослина, яка була джерелом священного пиття) тощо.
Гаокерена — це велика священна Хаома, посаджена Ахура Маздою. Аріман створив жабу, щоб вторгнутися в дерево і знищити його, щоб не допустити зростання всіх дерев на землі. Як реакцію Ахура Мазда створив двох риб, які дивляться на жабу, щоб охороняти дерево. Дві риби завжди дивляться на жабу і залишаються готовими реагувати на неї. Тому що Аріман відповідає за все зло, включаючи смерть, тоді як Ахура Мазда відповідає за все добро (включаючи життя).
Хаома — священна рослина завдяки виготовленому з неї напою. Приготування напою з рослини шляхом розтирання та вживання його є центральними ознаками зороастрийського ритуалу. Хаома також персоніфікована як божество. Він дарує найважливіші життєві якості — здоров'я, родючість, чоловіків для дівчат, навіть безсмертя. На землі хаома — сяюче біле дерево, яке росте на райській горі. Гілочки цієї білої хаоми принесли на землю божественні птахи.
Хаома — авестійська форма санскритського сома. Вчені вважають, що близька ідентичність цих двох за ритуальним значенням вказує на важливу рису індоіранської релігії, що передувала зороастризму.
Інший приклад в стародавній міфології Ірану — міф про Машья і Машьяне, два дерева, які були предками всіх живих істот. Цей міф можна розглядати як прототип міфу про створення, де живі істоти створені богами (які мають людську подобу).

### Китайська міфологія

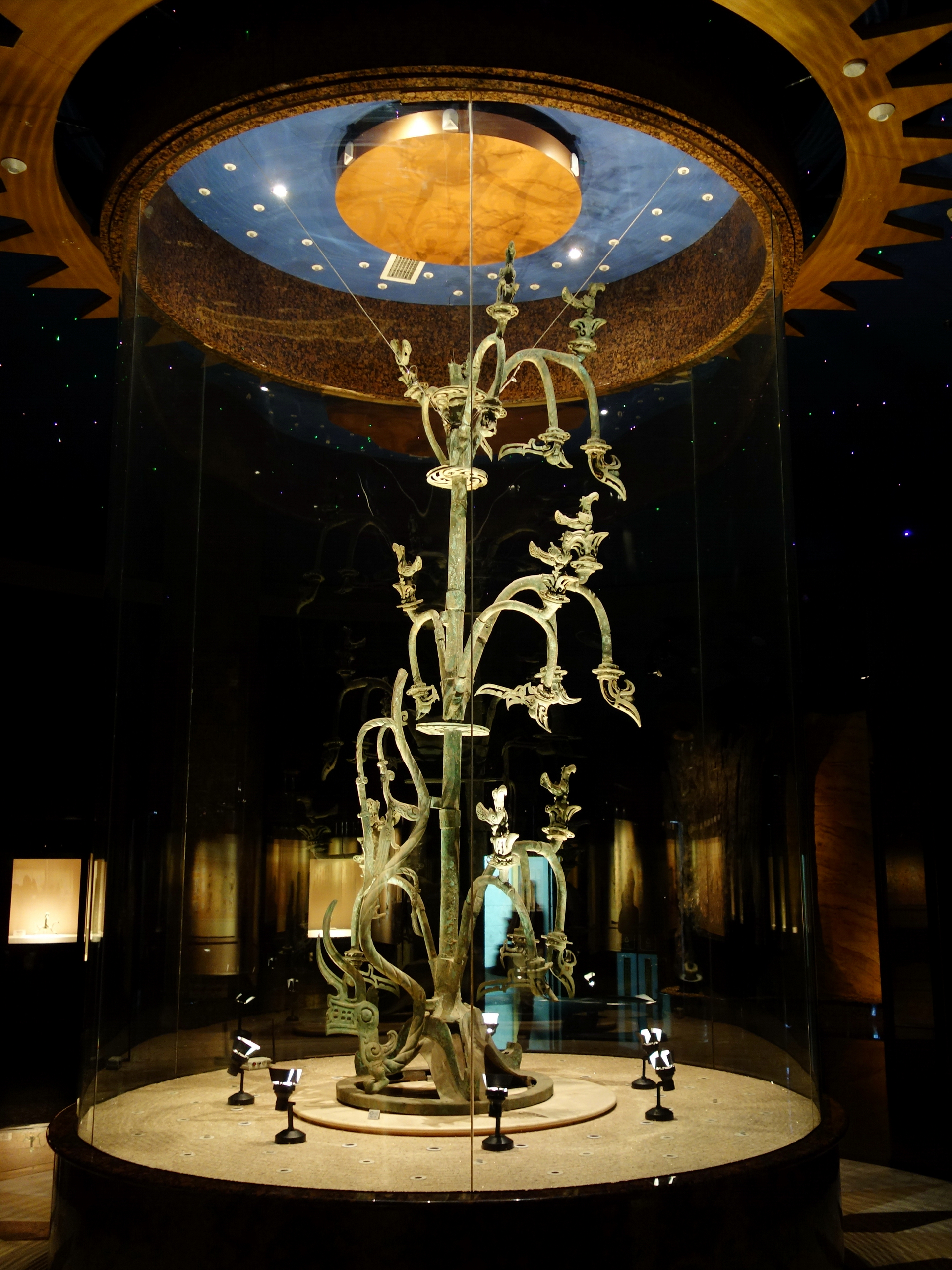
Бронзове дерево з птахами, квітами та орнаментами з Саньсіндуя

У китайській міфології на різьбленні дерева життя зображені фенікс і дракон; дракон часто уособлює безсмертя. Даоська історія розповідає про дерево, яке кожні три тисячі років дає персик безсмертя, і кожен, хто їсть цей плід, отримує безсмертя.
Археологічне відкриття в 1990-х роках було жертовною ямою в Саньсіндуй у Сичуані, Китай. Датований приблизно 1200 роком до нашої ери, він містив три бронзових дерева, одне з яких висотою 4 метри. В основі був дракон, а з нижніх гілок звисали фрукти. На вершині — птахоподібна (Фенікс) істота з кігтями. Ще одне дерево життя знайдено в Сичуані з пізньої династії Хань (близько 25 – 220 рр. н. е.). Керамічну основу охороняє рогатий звір з крилами. Листя дерева символізують монети і людей. На вершині — птах з монетами і Сонце.

### Християнство

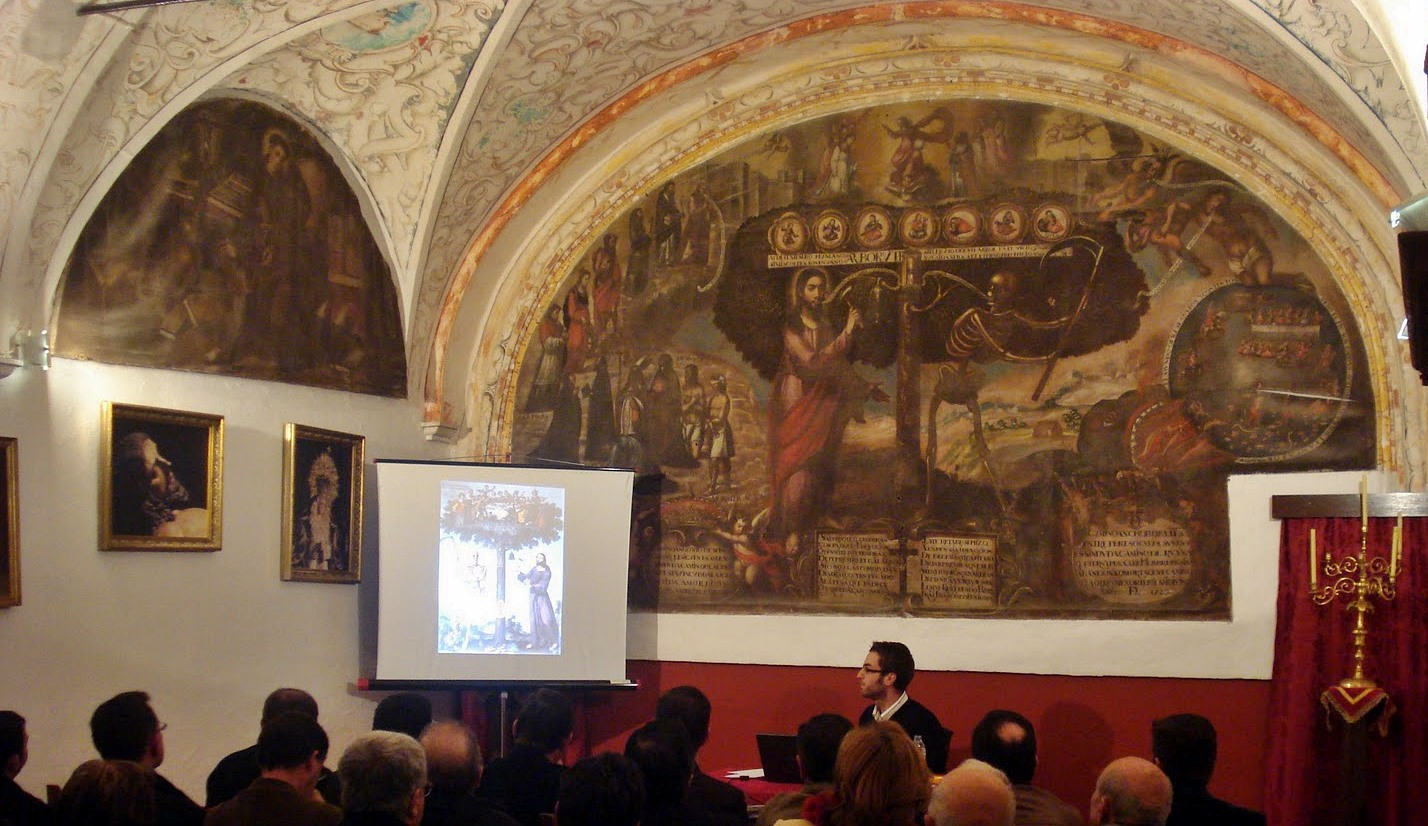
Алегоричний розпис «Дерева життя» в церкві Сан-Роке-де- Арахаль (Севілья). Полотно, олія, анонімний автор. Датований 1723 роком

Дерево життя вперше з'являється в Буття 2:9 і 3:22–24 як джерело вічного життя в Едемському саду, доступу до якого немає після того, як людину виганяють з саду. Потім він знову з’являється в останній книзі Біблії, Книзі Одкровення, і переважно в останньому розділі цієї книги (розділ 22) як частина нового райського саду. Тоді доступ більше не заборонений, тому що ті, хто «пере свою одежу» (або, як говориться у текстовому варіанті у версії короля Якова, «ті, що виконують його заповіді»), «мають право на дерево життя» (вірш 14). Подібне твердження з'являється в Об'явленні 2:7, де дерево життя обіцяно як нагороду тим, хто переможе. Об’явлення 22 починається з посилання на «чисту ріку води життя», яка витікає «від Божого престолу». Річка ніби годує два дерева життя, одне «по обидва боки ріки», яке «приносить дванадцять видів плодів», «а листя дерева було для зцілення народів» (ст.1–2). Або це може вказувати на те, що дерево життя — це виноградна лоза, яка росте по обидва боки річки, як натякає Івана 15:1.
Папа Римський Бенедикт XVI сказав, що «Хрест — це справжнє дерево життя». Святий Бонавентура вчив, що лікувальним плодом дерева життя є сам Христос. Святий Альберт Великий навчав, що Євхаристія, Тіло і Кров Христа, є Плідом Древа Життя. Августин Гіппонський сказав, що дерево життя — це Христос:
У східному християнстві деревом життя є любов до Бога.

#### Церква Ісуса Христа Святих Останніх Днів
Дерево життя описується та обговорюється в Книзі Мормона. Згідно з Книгою Мормона, видіння було отримано уві сні пророком Легієм, а пізніше у видінні його сином Нефієм, який написав про це в Першій книзі Нефія. Видіння включає в себе шлях, що веде до дерева, плід дерева, що символізує любов до Бога, із залізним жезлом, що символізує слово Боже, вздовж шляху, яким послідовники Ісуса можуть триматися за жезл і не збиватися зі шляху в ями чи води, що символізують шляхи гріха. Бачення також включає велику будівлю, в якій нечестивці дивляться на праведних і знущаються з них.
Вважається, що видіння символізує любов до Христа і шлях до вічного життя і є добре відомою і цитованою історією з членами Церкви Ісуса Христа Святих Останніх Днів. Церковний коментатор висловив загальне переконання членів Церкви, що бачення є «одним із найбагатших, найгнучкіших і далекосяжних частин символічного пророцтва, що міститься в творах [Писаннях]».

#### Гностицизм Наг Хаммаді
Різні погляди на Дерево життя можна знайти в бібліотечних кодексах Наг Хаммаді, творах, що належать до гностицизму. У «Про походження світу» сказано, що Дерево життя розташоване на північ від раю, забезпечуючи життя невинним святим, які вийдуть зі своїх матеріальних тіл під час того, що називається завершенням віку. За кольором дерево нагадує сонце, його гілки гарні, листя схожі на кипарис, а плоди схожі на грона білого винограду. Однак у «Таємній книзі Івана» Дерево життя зображено негативно. Його коріння описано як гірке, його гілки — смерть, його тінь — ненависть, пастка знайдена в його листі, його насіння — бажання, і воно розквітає в темряві.

#### Маніхейство

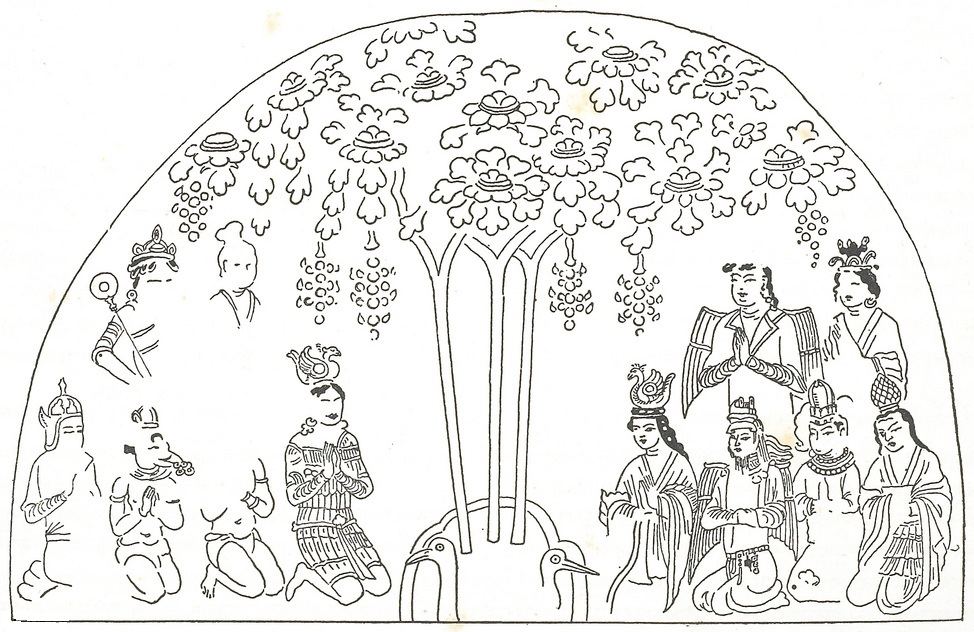
Маніхеї, що поклоняються Дереву Життя у Царстві Світла. Середина 9 — початок 11 ст.

У гностичній релігії маніхейство Дерево життя допомогло Адаму отримати знання (гнозис), необхідні для спасіння, і ідентифікується як образ Ісуса.

### Європа

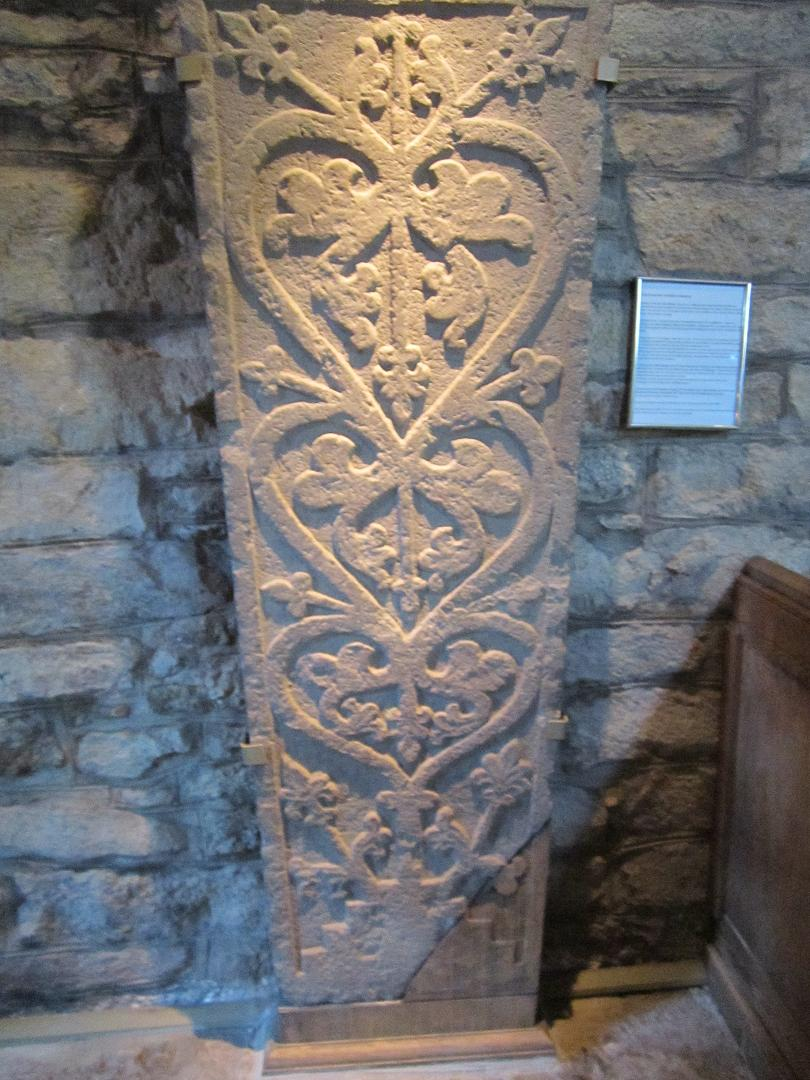
Скульптура "Дерево життя" XI століття в стародавній шведській церкві

У Dictionnaire Mytho-Hermetique (Париж, 1737) Антуан-Жозеф Перне, відомий алхімік, ототожнював дерево життя з Еліксиром життя і Філософським каменем.
У «Едемі на Сході» (1998) Стівен Оппенгеймер припускає, що культура поклоніння деревам виникла в Індонезії і була поширена в результаті так званої події «Молодший дріас» бл. 10 900 до нашої ери або 12 900 до нашої ери, після чого рівень моря піднявся. Ця культура досягла Китаю (Сичуань), потім Індії та Близького Сходу. Нарешті фіно-угорський напрям цього поширення поширився через Росію до Фінляндії, де дав коріння скандинавський міф про Іггдрасілль.
Кельтський бог Лугус асоціювався з кельтською версією дерева життя.

### Грузія
Борджгалі (груз. ბორჯღალი) — стародавній грузинський символ плоду «дерева життя».

### Германське язичництво та скандинавська міфологія
У німецькому язичництві дерева відігравали (і продовжують відігравати у формі реконструктивного язичництва та німецького неопоганства) визначну роль, з'являючись у різних аспектах збережених текстів і, можливо, в ім'я богів.
Дерево життя з'являється в скандинавській релігії як Іггдрасілль, світове дерево, масивне дерево (іноді вважається тисом або ясенем) з багатими знаннями, що оточують його. Можливо, пов’язані з Іггдрасілем, збереглися свідчення про те, що германські племена вшановують священні дерева у своїх громадах. Приклади включають дуб Тора, священні гаї, священне дерево в Упсалі та дерев'яний стовп Ірмінсул. У скандинавській міфології яблука з попільниці Ідунна забезпечують безсмертя богам.

### Іслам

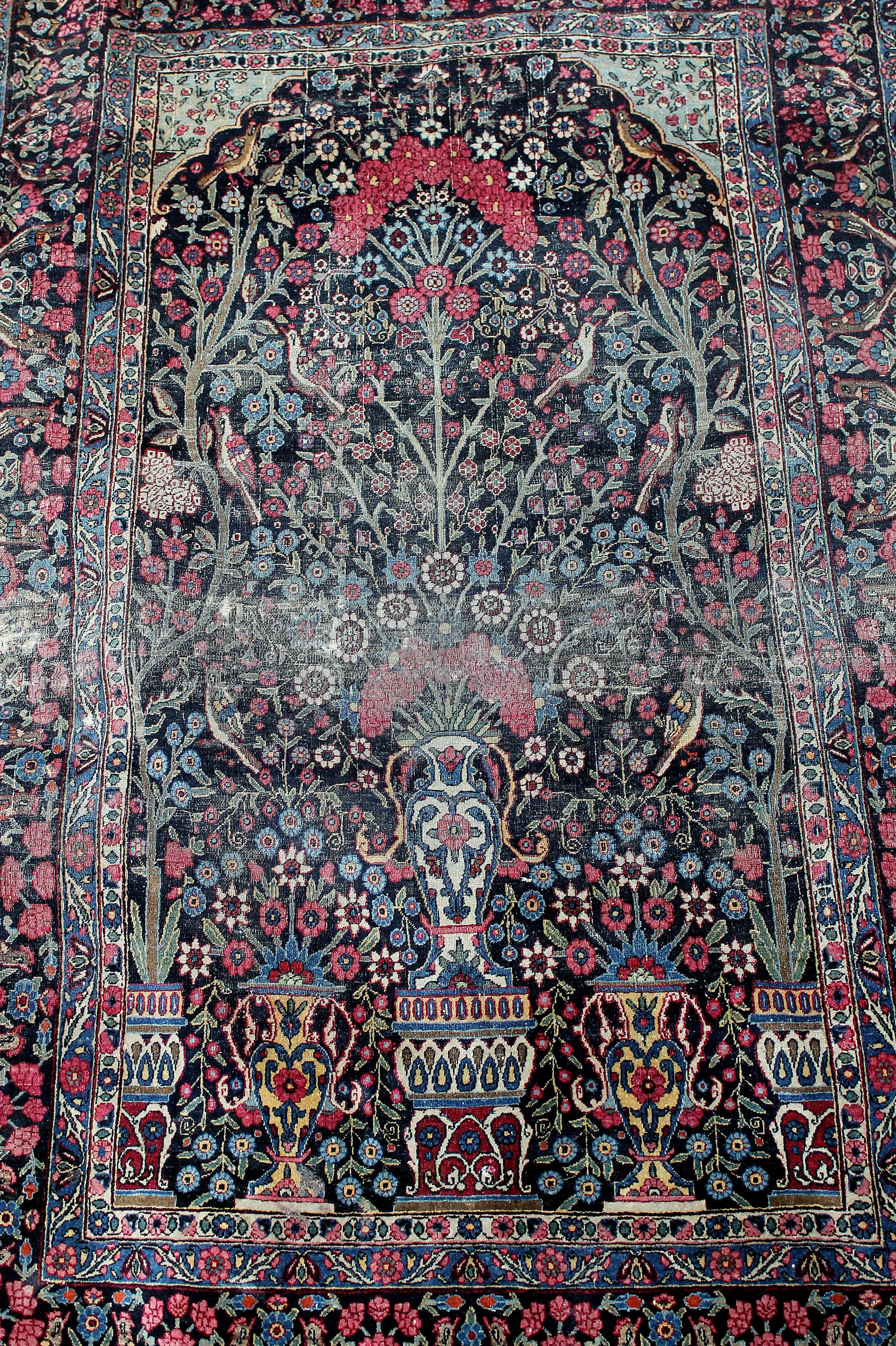
Килимове дерево життя

«Дерево безсмертя» (араб. شجرة الخلود) — мотив дерева життя, як він з'являється в Корані. Це також згадується в хадисах і тафсірах. На відміну від біблійного оповідання, в Корані згадується лише одне дерево в Едемі, яке називають деревом безсмертя та власності, яке не розкладається , яке Аллах спеціально заборонив Адаму та Єві. Дерево в Корані використовується як приклад концепції, ідеї, способу життя або кодексу життя. Хороша концепція/ідея представлена як хороше дерево, а погана ідея/ідея представлена як погане дерево. Мусульмани вірять, що коли Бог створив Адама і Єву, він сказав їм, що вони можуть насолоджуватися всім у саду, крім цього дерева. (ідея, концепція, спосіб життя), і тому до них з'явився сатана і сказав їм, що єдина причина, чому Бог заборонив їм їсти з цього дерева, полягає в тому, що вони стануть ангелами або почнуть використовувати ідею/концепцію власності в поєднанні з успадкуванням покоління за поколінням, яке Ібліс переконав Адама прийняти. Хадиси також говорять про інші дерева на небі. Коли вони їли з цього дерева, їхня нагота явилася їм, і вони почали зшивати для свого покриття листя з саду.
Дерево життя в ісламській архітектурі — це тип біоморфного візерунка, який зустрічається в багатьох художніх традиціях і вважається будь-яким рослинним візерунком з чітким походженням або зростанням. Візерунок мечеті Аль-Азхар, каїрський міхраб, унікальна фатімідська архітектурна варіація, являє собою серію з двох або трьох листочкових пальмет з центральною пальметою з п'яти листків, з яких походить візерунок. Зростання йде вгору і назовні і завершується квіткою, схожою на ліхтар, у верхній частині ніші, над якою є невелика кругла частина. Кривина ніші підкреслює хвилеподібний рух, який, незважаючи на свою складність, є симетричним вздовж вертикальної осі. Зображення різного пальмового листя натякає на духовний ріст, досягнутий через молитву, тоді як рух листя вгору та вбік говорить про різні рухи поклонника під час намазу.

#### Ахмадія
Згідно з індійським рухом Ахмадія, заснованим у 1889 році, посилання в Корані на дерево є символічним; споживання забороненого дерева означає, що Адам не послухався Бога.

### Єврейські джерела
Ец Хаїм, єврейське «дерево життя», є поширеним терміном, який використовується в юдаїзмі. Вираз, знайдений у Книга приказок Соломонових, у переносному значенні застосовано до самої Тори. Ец Хаїм також загальна назва для єшив і синагог, а також для творів рабинської літератури. Він також використовується для опису дерев'яних паличок, до яких прикріплений пергамент Сувою Тори.
Дерево життя згадується в Книзі Буття; воно відрізняється від дерева пізнання добра і зла. Після того, як Адам і Єва не послухалися Бога, з'ївши плоди з дерева пізнання добра і зла, вони були вигнані з Едемського саду. Але в саду залишилося дерево життя. Щоб запобігти їм доступ до цього дерева в майбутньому, херувимів з палаючим мечем поставили на схід від саду.
У Книзі приказок Соломонових дерево життя асоціюється з мудрістю: «[Мудрість] — це дерево життя для тих, хто тримається за неї, і щасливий [кожний], хто тримає її». У Приповістей 15:4 дерево життя асоціюється зі спокоєм: «Язик, що заспокоює, — це дерево життя, а збочення в ньому — рана для духа».
В ашкеназькій літургії Ец Хаїм є пійютом, який зазвичай співають, коли Тора повертається в ковчег Тори.
У Книзі Еноха, яка зазвичай вважається неканонічною, говориться, що під час великого суду Бог дасть усім тим, чиї імена є в Книзі Життя, їсти плоди з дерева життя. 

#### Кабала

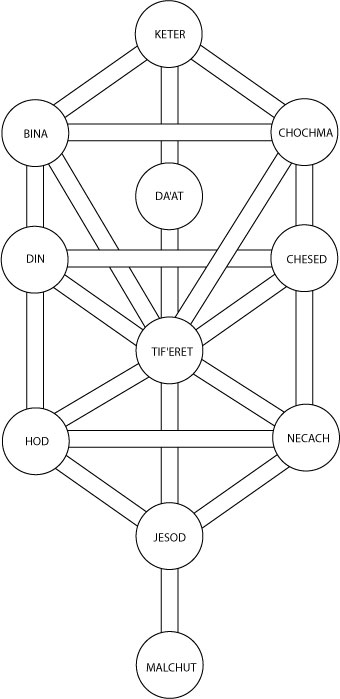
Юдейська кабала, дерево життя 10 сфірот, за допомогою яких непізнане божественне Ейн Соф проявляє Творіння.

Єврейська містика зображує дерево життя у вигляді десяти пов'язаних між собою вузлів, як центральний символ кабали. Він містить десять сил сфірот у божественному царстві. Починаючи з епохи Відродження, єврейська кабала стала важливою традицією в неєврейській західній культурі, спочатку через її прийняття християнською кабалою, і продовжуючи в західному езотериці окультної герметичної кабали. Вони синкретично адаптували дерево життя юдейської кабали, асоціюючи його з іншими релігійними традиціями, езотеричними теологіями та магічними практиками.

### Мезоамерика
Концепція світових дерев є поширеним мотивом у доколумбовій мезоамериканській космології та іконографії. Світові дерева втілювали чотири сторони світу, які також представляли чотириподібну природу центрального світового дерева, символічної осі світу, що з'єднує плани підземного світу і неба з земним світом.
Зображення світових дерев, як у напрямі, так і в центральних аспектах, можна знайти в мистецтві та міфологічних традиціях таких культур, як майя, ацтеки, ісапан, міштеки, ольмеки та інші, що датуються принаймні періодами середнього/пізнього формування Мезоамериканська хронології. У гробниці для царя стародавніх майя, Кініча Джанаба Пакала I з Паленке, який став королем лише у 12 років, у стінах його місця поховання є написи «Древо життя», які показують, наскільки це було важливо для народу майя. Серед майя центральне світове дерево було задумано або представлено деревом сейба, і відоме по-різному як вака чан або yax imix che, залежно від діалекту майя. Стовбур дерева також міг бути представлений прямостоячим кайманом, шкіра якого нагадує колючий стовбур дерева.
Направлені світові дерева також асоціюються з чотирма роконосцями в мезоамериканських календарях, а також направленими кольорами та божествами. Мезоамериканські кодекси, які описують цю асоціацію, включають кодекси Дрездена, Борджіа та Фейерварі-Майєра. В мезоамериканських місцях і церемоніальних центрах часто були висаджені справжні дерева в кожному з чотирьох сторін світу, що представляє чотиристоронню концепцію.
Світові дерева часто зображуються з птахами на гілках, а їхнє коріння простягається в землю чи воду (іноді на вершині «водного монстра», що символізує підземний світ). Центральне світове дерево також інтерпретували як уявлення про смугу Чумацького Шляху.

### Північна Америка
У міфі, що передається серед ірокезів, «Світ на спині черепахи» пояснює походження землі, на якій описано дерево життя. Згідно з міфом, воно знаходиться на небесах, де жили перші люди, поки вагітна жінка не впала і не приземлилася в безкрайньому морі. Врятована гігантською черепахою від утоплення, вона сформувала світ на її спині, посадивши кору, зняту з дерева.
Мотив «Дерево життя» присутній у традиційній космології та традиціях оджібвеїв. Іноді його описують як Бабуся Кедр або Ноокоміс Гііжіг в Анішінаабемовін.
У книзі Чорний лось говорить, Чорний Лось, Оглала Лакота (сіу) wičháša wakȟáŋ (знахар і свята людина), описує своє видіння, в якому після танцю навколо вмираючого дерева, яке ніколи не цвіте, він переноситься в інший світ (дух світ), де він зустрічає мудрих старійшин, 12 чоловіків і 12 жінок. Старійшини кажуть Чорному Лосу, що вони приведуть його назустріч «Батька нашого, двоногого вождя» і приведуть його до центру світа, де він побачить дерево в повному листі й цвіту, та «вождя», що стоїть біля дерева. Виходячи з трансу, він сподівається побачити, що земне дерево зацвіло, але воно мертве.
Онейди розповідають, що надприродні істоти жили в небесному світі над водами, які вкривали землю. Це дерево було вкрите плодами, які давали їм світло, і їм було наказано, щоб ніхто не рубав дерево, інакше буде велика кара. Оскільки жінка вагітною, вона відправила чоловіка за корою, але той випадково викопав яму на той світ. Провалившись, вона зупинилася на спині черепахи, і чотирьох тварин відправили шукати землю, що ондатра нарешті і зробила.

### Релігія Серера
У релігії Серера дерево життя як релігійна концепція складає основу космогонії Серера. Дерева були першими, що створив на Землі верховна істота Руг (або Кукс серед кангінів). У конкуруючих версіях міфу про створення Серера Сомб (Prosopis africana) і дерево Саас (Acacia albida) розглядаються як дерева життя. Однак переважає думка, що Сомб був першим деревом на Землі і прабатьком рослинного життя. Сомб також використовувався в курганах Серера і поховальних камерах, багато з яких збереглися більше тисячі років. Таким чином, Сомб є не тільки деревом життя в суспільстві Серер, але й символом безсмертя.

### Тюрки

Дерево життя, як на прапорі Чувашії, тюркської держави в Російській Федерації

Світове дерево або дерево життя є центральним символом тюркської міфології. Це поширений мотив у килимах. У 2009 році він був представлений як основний дизайн 5 курушах турецької ліри.
Дерево життя відоме в тюркських громадах як Улукайін. Це священне дерево бука, посаджене Кайра Хан.

### Індуїзм
У священних книгах індуїзму (Санатана Дхарма) в Пуранах згадується божественне дерево Калпаврікша. Це божественне дерево охороняється Гандхарвами в саду міста Амараваті під контролем Індри, Царя богів. В одній історії, боги і напівбоги після частих між двома кланами зведених братів обидві групи вирішили збити молочний океан, щоб отримати Амрутам і поділитися порівну. Під час збивання разом з багатьма іншими міфічними предметами з'явився Калпаврукшам. Він золотистого кольору. Має зачаровуючу ауру. Його можна порадувати співом і піднесеннями. Коли йому приємно, воно виконує кожне бажання.
Проте індуїстська традиція стверджує, що існує п’ять окремих кальпаврікш, і кожна з них виконує різні види побажань. Відповідно, ці дерева також фігурують у віруваннях джайнізму.

### Віра Бахаї
Поняття про дерево життя з'являється в працях Віри Бахаї, де воно може посилатися на Явлення Бога, великого вчителя, який з'являється людству від віку до віку. Приклад цього можна знайти в Прихованих словах Бахаулли.
Також у Скрижалі Ахмада Бахаулли: «Воістину, Він є Дерево Життя, яке приносить плоди Бога, Високого, Могутнього, Великого».
Бахаулла називає своїх нащадків чоловічої статі гілками (араб. ﺍﻏﺼﺎﻥ   ʾaghṣān)  і жінок листям.
Розрізняють дерево життя і дерево пізнання добра і зла. Останній представляє фізичний світ з його протилежностями, такими як добро і зло, світло і темрява. В іншому контексті, ніж наведений вище, дерево життя представляє духовну сферу, де ця подвійність не існує.

### Мунізм
У богослов’ї Церкви Об’єднання «дерево життя» (Бут. 2:9) розуміють як символ досконалого Адама — людини, що пройшла етапи росту, набула божественної зрілости та мала стати Істинним Батьком людства.
Гріхопадіння, спричинене позашлюбним зв’язком Єви спершу з ангелом Люцифером, а потім з Адамом, відрубало людство від цього «дерева». Після того як шлях до дерева життя було закрито (Бут. 3:24), вся біблійна історія трактується як провидіння його відновлення: Ісус, «останній Адам», з’являється як дерево життя (Одк. 22:14), але через смерть на хресті приносить лише духовне спасіння, дає духовне життя.
Завершення задуму — фізичне закріплення безгріховного роду — Принцип пов’язує з Другим Пришестям, коли з’являться «Істинні Батьки» і через благословенні шлюби «прищеплять» людей до нового кореня. Так дерево життя перетворюється з небесної метафори на історичну реальність, а повне спасіння розуміється не лише як духовне, а й як родинно-соціальна трансформація всього людства.

## В Україні

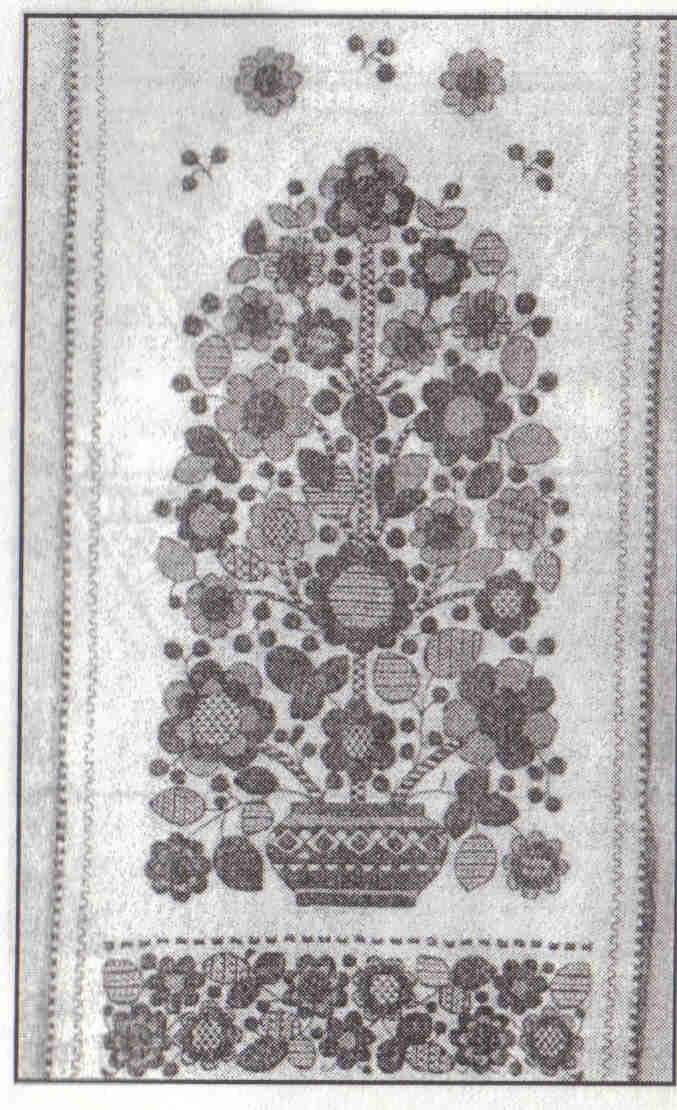
Зображення Дерева життя на рушнику. Середня Наддніпрянщина

В українському народному мистецтві поширене зображення дерева життя, що поєднувало три рівня – горішнє, небо, середнє, землю, та низ, підземний світ та підземні води. На дереві зображали птахів, що символізують світову душу. Традиційно дерево росте з чаші.
Ксенофонт Сосенко зауважив, що Світове Дерево є першим світотворчим чинником народного світогляду. В українських колядках Світове Дерево стоїть на воді, а голубки радяться, як засновувати світ. Інснують також образи купальського чи весільного гільця, дерево на Трійцю тощо.

## У мистецтві та кіно
Австрійський художник-символіст Густав Клімт зобразив свою версію дерева життя у своїй картині «Дерево життя, Стоклет Фриз». Ця культова картина пізніше надихнула зовнішній фасад «Нового резиденції» (також званого «Будинок на дереві»), колоритної 21-поверхової студентської резиденції Массачусетського коледжу мистецтв і дизайну в Бостоні, штат Массачусетс.
Фільм Алекса Прояса «Знамення» 2009 року закінчується двома молодими героями, спрямованими до дерева життя.
У фільмі Даррена Аронофскі «Фонтан» 2006 року юдео-християнське дерево життя є основним елементом сюжету в його нелінійній розповіді. У Центральній Америці в Добу великих відкриттів він є улюбленим об'єктом іспанського конкістадора, який вірить, що його дар вічного життя звільнить Іспанію та її королеву від тиранії релігійної інквізиції. У наш час дослідник-медик, який шукає ліки для своєї хворої дружини, використовує зразок того самого дерева життя, щоб розробити сироватку, яка зупинить процес біологічного старіння. У далекому майбутньому космічний мандрівник (імовірно, це та сама людина з сьогодення) використовує останні залишки кори дерева (знову ж таки мається на увазі, що це те саме дерево життя), щоб підтримувати себе в живих під час подорожі до Сібальби, вигадана вмираюча зірка, що лежить всередині туманності в сузір'ї Оріона, яка, на його думку, омолодить дерево, тим самим надавши йому вічне життя, коли воно вибухне.
Пригодницький фільм 2021 року «Круїз по джунглях» розповідає про капітана човна (Двейн Джонсон), який бере вченого  (Емілі Блант) на пошуки Дерева.

## Фізичні «дерева життя»
- Туя отримала свою назву від латинського «дерево життя».
- Дерево Туле з міфології ацтеків також асоціюється зі справжнім деревом. Це дерево Туле можна знайти в Оахаці, Мексика.
- У Бахрейні є Дерево Життя.
- Метафора: Дерево Юти має 27 метрову скульптуру в солончаку Бонневіль в штаті Юта, також відома як «Дерево життя».
- У деяких частинах Карибського басейну та на Філіппінах кокос вважається «деревом життя», оскільки його частини можна легко використовувати для короткотермінового/середньострокового виживання, наприклад, для їжі, житла та різних знарядь.
- У тематичному парку «Царство тварин» Disney є штучне дерево під назвою «Дерево життя», яке має близько 325 малюнків різних видів тварин.
- У Західній Африці південноазійське дерево Moringa oleifera деякими розглядається як «дерево життя» або «чудо-дерево», оскільки воно, можливо, є найбільш поживним джерелом рослинної їжі, знайденої на планеті.[55] Сучасні вчені та деякі місіонерські групи розглядають рослину як можливе рішення для лікування важкого недоїдання [56] та допомоги людям з ВІЛ/СНІДом.[57]